# 环空
环空为油井中井眼和钻柱（常为钻杆），或井眼和套管等间的环形空间。环空的存在保证井眼可以建立泥浆循环，即泥浆从钻柱中泵入，流经钻头水眼后，从环空中返出，并带出切屑，避免切屑聚集在井底。若切屑积聚太多，则可能堵塞循环通路，进而造成卡钻事故。 
对于正在钻进的井眼，环空是钻柱和岩层间的空间。举例而言，把吸管插入水杯中，把吸管当成钻柱，把杯子当成井眼，则吸管（图中紫色）和杯子（图中黑边）间的水（图中黄色）即为环空。在钻进时，从钻柱中泵入泥浆，将被泥浆包裹的切屑从环空中泵出，并利用振动筛将切屑从泥浆中清出。
而在完井后的井中，可能出现多个环空：比如油管和套管间的环空，其可以用于进行气驱、压井等作业。同时，也存在不同直径套管间的环空。
另外，在连续油管作业中，连续油管和油管间的空间也成为环空，亦可用于建立泥浆循环。